# 교동도
교동도(喬桐島)는 대한민국 인천광역시 강화군 교동면에 속한 서해의 섬이다. 2014년 완공된 교동대교를 통해 강화도와 연결되어 있으며, 민간인출입통제구역이기는 하나 누구나 자유롭게 왕래할 수 있다.

## 위치
교동도는 한강과 임진강이 합류하여 이루는 조강과 예성강의 하구가 합류하는 지점에 있다. 북쪽으로는 휴전선을 사이에 두고 황해남도를 마주하고 있고, 동쪽에 강화도, 남쪽에 석모도를 바라보고 있다.

## 역사
삼국사기 지리지 고구려 조에 고목근현(高木根縣)이 설치되어 있으며 다른 이름으로 달을참(達乙斬)이라 부른다고 기록하고 있다. 고구려어에서 달(達)은 높다는 의미를, 을(乙)은 나무를, 참(斬)은 뿌리를 뜻한다. 고목근(高木根)은 고구려어 달을참의 뜻에 맞추어 한자로 옮긴 것이다. 다른 이름으로 고림(高林)이 있으며 같은 의미를 지니고 있다. 또 달리 부르는 이름으로 대운도(戴雲島)가 있었다. 신라 경덕왕 때 교동현(喬桐縣)이라 한 것이 오늘에 이른다. 교(喬) 역시 큰 나무를 뜻하는 말이다.
《세종실록 지리지》는 당시 인구를 562명으로 기록하고 있으며 바다에 있어 기후가 고르지 못하고 척박하다고 설명하고 있다. 특산물로 민어, 숭어 등의 어류와 대합조개를 기록하고 있다.
교동도는 개성, 한양으로 이어지는 교통의 요충지였다. 고려 시대에는 감무를 두어 방어하게 하였고 조선 시대에는 통어영을 두어 황해도, 경기도, 충청도의 수군을 관할하게 하였다. 서울 인근에 있으면서 바다로 둘러싸여 다른 곳과 떨어져 있는 위치 때문에 종종 왕족의 유배지로 사용되었다. 대표적으로 연산군, 광해군이 있으며 연산군은 여기서 죽었다. 그 외에도 임해군, 능창대군, 숭선군, 익평군, 영선군(고종의 조카 이준용), 화완옹주 등이 여기에 유배되었다.
조선시대 대부분의 기간 동안 교동도는 교동부(喬桐府)로 있었다. 부(府)는 도(道) 아래에 설치된 행정기관으로 현(縣)에 비해 수령의 관직, 배속된 인원에서 우대를 받는 지역이었다. 교동부는 통어영이 있어 삼도수군통어사가 부사를 겸임하였다. 조선시대 현의 수령인 현감은 일반적으로 종6품이었지만, 삼도수군통어사는 경기도 관찰사와 같은 종2품 이었다. 정조 1년(1777년) 큰 도둑이 태어난 고을이라는 이유로 현으로 강등한 적이 있지만 전략적 요충지인 점을 감안하여 얼마 지나지 않아 다시 부로 승격하였다.
고종 32년(1895년) 갑오개혁에 의해 전국의 행정구역을 이십삼부로 개편하면서 강화와 합군하여 인천부 관할로 두었으나 이듬해 7월 다시 분할하여 따로 경기도에 속하게 하면서 군수를 두었다.
일제강점기가 시작된 1910년 송가면을 송남면으로 개칭하고 4개 면 13개 리로 구획되었다가, 1914년 강화군과 합군되었고 송남면은 삼산면에 부속되어,  교동은 화개면과 수정면의 2개 면이 되었다. 1934년 이후 두 면을 다시 합면하여 지금의 교동면이 되었다. 현재 법정리는 13개, 행정리는 17개이다.
한국전쟁 당시 3만여 명의 삼팔선 이북 주민들이 배를 타고 피난하였고 지금도 1백 여 명이 교동도 중심지인 대룡시장 인근에 살고 있다. 전쟁이후 휴전선과 닿아있는 접경지로서 민간인출입통제구역이 되었고 해병대 제2사단이 경계를 관할하고 있다.
1995년 교동도가 속한 강화군이 경기도에서 인천광역시로 편입되면서 교동도 역시 인천광역시 소속이 되었다. 편입 당시에도 인천과 경기간의 논란이 있었으며 1999년에는 경기도가 반환을 요구한 일도 있다. 이후로도 간간히 일부에서 인근의 김포시와 함께 행정구역 개편에 대한 요구가 나오고 있다.
2014년 7월 1일에 교동대교가 개통되어 강화 버스 18번과 자동차로 교동도를 갈 수 있게 되었다.

## 간척
교동도는 원래 세 개의 주요 섬과 자잘한 부속섬이 늘어서 있는 군도였다. 고려 시대 원나라의 침입에 맞서는 과정에서 강화도가 임시 수도가 되자 강화도를 비롯한 주변 섬들을 간척하기 시작하였다. 고려시기 시작된 교동도의 간척은 조선시대에도 계속하여 이어졌고 조선 후기에 이르러 오늘날의 해안선과 비슷한 형태의 간척지가 확보되었다. 1917년 조선총독부 임시토지조사국이 측량한 교동도의 면적은 44.326 Km²로 1975년까지 공식적인 면적으로 사용되었다. 그러나 1925년까지 면적은 간석지인 갯벌이 포함되어 있던 것으로 이후 일제의 산미증식계획에 따른 간척이 이루어 지면서 과거 간석지로 남아 있던 갯벌 대부분이 새롭게 농지로 편입되었다. 일제는 간석지를 논으로 만들 경우 비용의 절반을 지원하고 동양척식주식회사를 통해 장기 저금리 대출을 지원하였다. 당시 조성된 대규모 농장인 산기농장은 이러한 산미증식계획의 대표적 결과물이었다. 그러나 일제시기까지 조성된 간척지는 자연적인 강수에만 의존하는 천수답으로 별도의 관개시설이 없어 자주 가뭄 피해를 입었다. 1970년대애 이르러 지하수를 이용한 관정과 저수지가 설치되어 관개농업을 할 수 있게 되었다.
근대 이전 간척지는 종종 제방이 유실되는 사고와 같은 이유로 다시 갯벌이 되는 일이 있었다. 교동도에는 이와 관련하여 사나운 인심 때문에 간척지가 갯벌이 되는 벌을 받았다는 정주마을 이야기가 전해온다.

## 문화·관광

### 문화재(文化財)
- 조선시대 한증막 터

화개산 자락에 있는 봉분 형태의 조선시대 찜질방으로, 조선 후기에 만들어져 1970년대까지 이용되었다고 한다. 2008년 마을 정비 사업의 일환으로 복원하여 현재의 모습이 되었다. 교동도에 남아 있는 한증막 세 곳 중 한 곳이다.
- 연산군 유배지(燕山君 流配地)

연산군이 최후를 맞은 위리안치 유배지로 전해오는 곳이다. 위리안치 상황과 소달구지를 타고 유배 온 연산군 모습 등을 재현해 놓고 전시관을 세웠다. 전시관에서 유배형의 종류, 교동도 유배 역사를 알아볼 수 있다.
- 교동읍성 남문(喬桐邑城 南門)

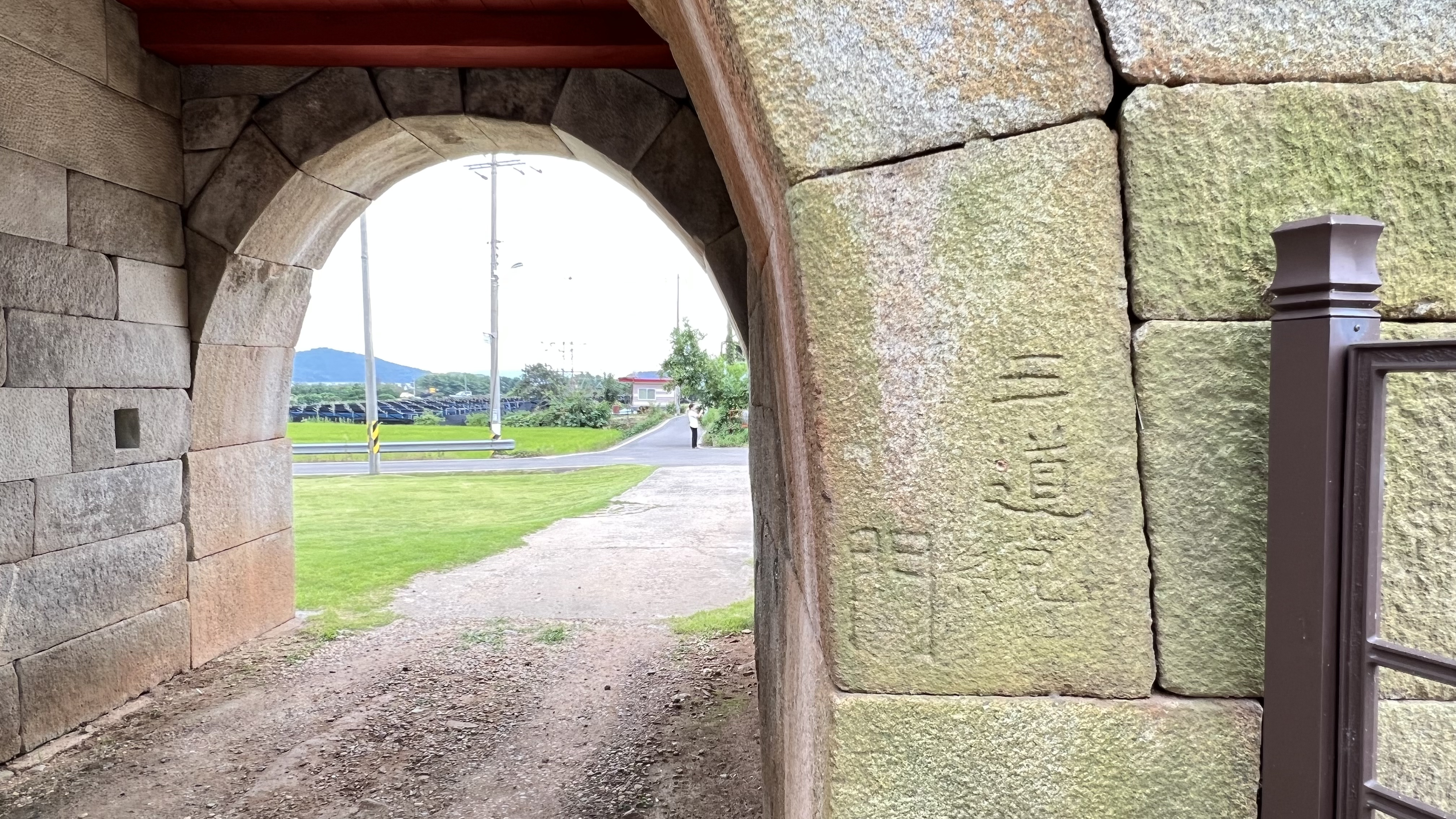
교동읍성 남문에 새겨진 글자 "삼도통 문". 삼도통은 삼도통어영을 뜻한다.

1629년(인조 7년)에 경기수영을 설치하면서 같이 만든 것으로, 둘레는 870m였다고 한다. 과거에는 동/남/북쪽에 성문을 세웠으나, 현재는 남문(홍예문)만 남고 나머지 문과 성곽 모두가 사라졌다. 2018년에는 홍예문 문을 복원하였다.
- 부근당

교동읍성 북쪽, 무너져 내린 성곽 곁에 남아 있는 옛 사당이다. 연산군과 그의 부인 신씨의 화상으로 추정되는 탱화가 걸려 있는데, 주민들은 연산군이 죽음을 맞은 11월 격년으로 이곳에서 제를 올리고 당굿을 벌여 왔다고 한다.
- 교동향교(喬桐鄉校)

고려 충렬왕 때 안향이 원나라에 다녀오면서 처음으로 공자 초상을 가져와 모셨다는 향교다.
- 화개사(華蓋寺)

고래 때 목은 이색이 공부했다는 작은 암자이다.

### 기타
- 옛교동교회

한옥 건물의 옛 교회. 1933년에 지어진 것으로, 강화군에서 네 번째로 오래된 교회라고 한다.
- 대룡시장

6.25 전쟁 때 황해도에서 교동도로 월남하였던 실향민들이 휴전 이후 북으로 갈 수 없게 되자, 황해도를 추억하는 마음으로 황해도 연백군에 있다는 연백시장을 본따서 만든 재래시장이다.
- 망향대(望鄉台)

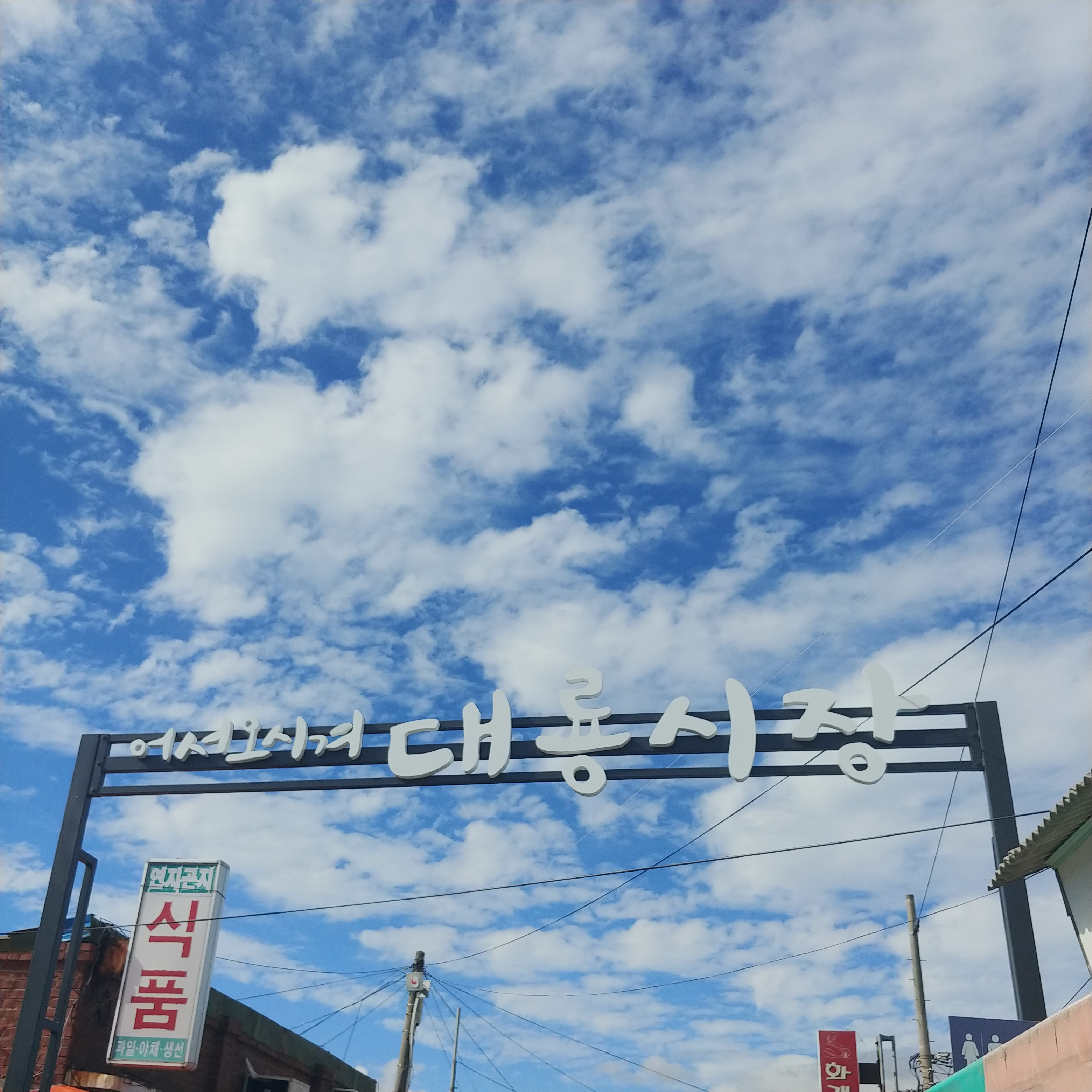
대룡시장

교동도 북서쪽 해안 율두산(밤머리산)에 있다. 한국전쟁 때 황해도 연백에서 피난 와 정착한 실향민들이 고향 땅을 바라보며 제를 올리고 망향의 한을 달래는 곳이다. 또한 이곳에 2개의 망원경이 설치되어 있어 강 건너 북한 땅의 건물과 간간이 오가는 주민을 볼 수 있어 분단의 현실과 아픔을 생생히 느낄수 있게 한다.
- 교동 제비집

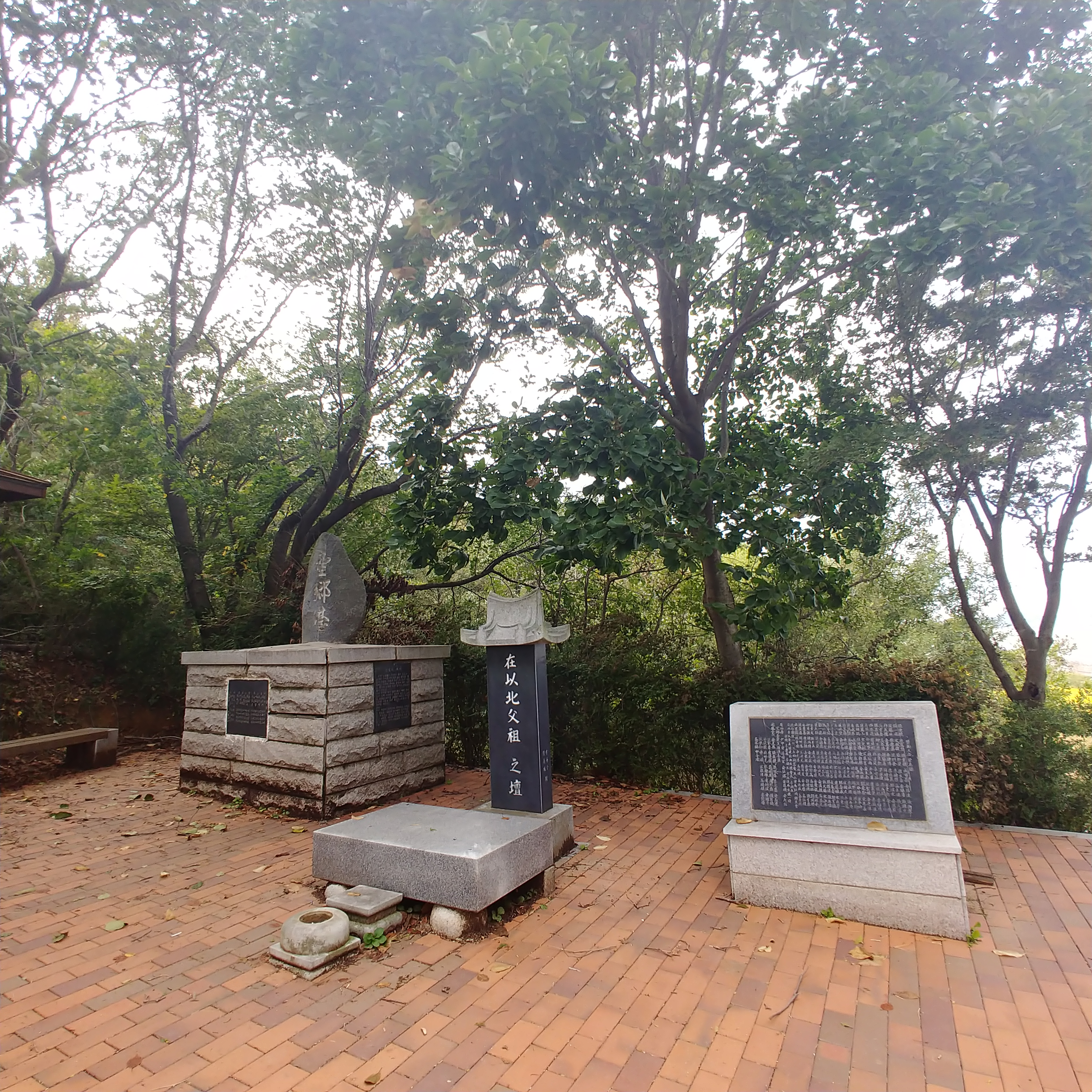
망향대

교동도에 대한 여행 정보도 얻고 여러 체험도 할 수 있는 관광안내소다. 제비집이란 이름은 실향민들의 고향 황해도와 교동도를 자유롭게 오가는 수많은 제비들을 상징해 지은 것이다.
- 교동 스튜디오

대룡리 마을에서 운영하는 사진관이다. 1960~70년대식 교복과 교련복을 빌려 입고 흑백 사진을 찍을 수 있다.
- 강화나들길 교동코스

강화나들길 9번(교동나들새길. 월선포 ~ 화개산)과 10번(교동머르매길. 대룡시장 ~ 머르매)

## 교육기관

### 초등학교
- 교동초등학교
- 지석초등학교
- 난정초등학교 보관됨 2019-06-02 - 웨이백 머신

### 중학교
- 교동중학교 보관됨 2008-08-01 - 웨이백 머신

### 고등학교
- 교동고등학교 보관됨 2014-07-04 - 웨이백 머신

## 무형문화재
- 강화 교동 진오기굿 - 인천광역시 무형문화재 제27호

## 교통

### 버스
- 간선 18 (교동) : 강화터미널 - 월선포

## 여객선
강화 창후리 선착장에서 교동도행 배를 탈 수 있다.

## 교량
교동대교를 통해 강화도와 연결된다.

## 방송
- 2003년 경 MBC 코미디 하우스
- 2010년 3월 7일, 3월 14일 KBS2 1박 2일
- 2015년 10월 15일 영화 비밀
- 2016년 6월 23일 KBS1 한국인의 밥상
- 2017년 8월 22일 SBS 생활경제-글로벌 청년 교류 프로젝트
- 2018년 3월 28일~5월 17일 SBS 드라마 스위치-세상을 바꿔라
- 2018년 5월 20일 KBS2 다큐멘터리 3일
- 2018년 12월 7일 tvN 알쓸신잡3
- 2018년 12월 14일 MBC 생방송 오늘 아침
- 2019년 1월 10일 KBS KBS스페셜
- 2019년 1월 21일 KBS2 2TV 생생정보
- 2019년 2월 5일 EBS 한국기행
- 2019년 2월 23일 MBC 선을 넘는 녀석들

## 같이 보기
- 인천광역시
- 강화도